# تحصیل چارسده
تحصیل چارسده (به انگلیسی: Charsadda Tehsil) یک تحصیل در پاکستان است که در خیبر پختونخوا واقع شده‌است. تحصیل چارسده ۸۰۴٬۱۹۴ نفر جمعیت دارد.